# Saison 1 de L'amour est dans le pré
La première saison de L'amour est dans le pré, est une émission de télévision française de téléréalité, diffusée chaque semaine sur M6 du jeudi 6 juillet 2006 au jeudi 27 juillet 2006. Elle est présentée par Véronique Mounier.
Les portraits des 5 agriculteurs participants à cette saison ont été diffusés le 8 septembre 2005. 

## Production et organisation
Véronique Mounier présente cette édition.

## Participants
Ci-après, la liste des 5 participants de cette saison, :
| Participants | Participants | Profession          | Âge        | Localisation    | Intéressé par les |
| ------------ | ------------ | ------------------- | ---------- | --------------- | ----------------- |
| ♂            | Arnaud       | Producteur de tabac | 27 ans     | Hauts-de-France | Femmes            |
| ♂            | Dominique    | Non connus          | Non connus | Non connus      | Femmes            |
| ♂            | Francis      | Non connus          | Non connus | Non connus      | Femmes            |
| ♀            | Hélène       | Non connus          | Non connus | Non connus      | Hommes            |
| ♂            | Vincent      | Non connus          | Non connus | Non connus      | Femmes            |

## Audiences et diffusion
En France, l'émission est diffusée les jeudis : 8 septembre 2005 pour les portraits, et du 6 juillet au 27 juillet 2006 pour le reste de la saison. Un épisode dure environ 1 h 40 (publicités incluses), soit une diffusion de 20 h 50 à 22 h 30.
| Épisode | Jour et horaire de diffusion           | Nombre de téléspectateurs | Part de marché (sur les 4 ans et plus) | Réf.  |
| ------- | -------------------------------------- | ------------------------- | -------------------------------------- | ----- |
| 1       | Jeudi 8 septembre 2005 (22:35 - 00:30) | 1 300 000                 | 14,3 %                                 | [ 1 ] |

| Épisode            | Jour et horaire de diffusion          | Nombre de téléspectateurs | Part de marché (sur les 4 ans et plus) | Classement des audiences | Réf.     |
| ------------------ | ------------------------------------- | ------------------------- | -------------------------------------- | ------------------------ | -------- |
| 1                  | Jeudi 6 juillet 2006 (20:50 - 22:30)  | 3 100 000                 | 15,6 %                                 | 2e                       | [ 4 ]    |
| 2                  | Jeudi 13 juillet 2006 (20:50 - 22:30) | 2 800 000                 | 17 %                                   | 2e                       | [ 5 ]    |
| 3                  | Jeudi 20 juillet 2006 (20:50 - 22:30) | 3 500 000                 | 18,3 %                                 | Non connu.               | [ 1 ]    |
| 4                  | Jeudi 27 juillet 2006 (20:50 - 22:30) | 3 600 000                 | 20,6 %                                 | 2e                       | [ 3 ]    |
|                    |                                       |                           |                                        |                          |          |
| Bilan de la saison | Bilan de la saison                    | 3 250 000                 | 17,9 %                                 | –                        | [ n° 1 ] |

Légende :
- plus hauts scores d'audiences
- plus bas scores d'audiences